# الأزمة (فلم 1916)
الأزمة (بالإنجليزية: The Crisis) هو فيلم أبيض وأسود درامي تاريخي أمريكي صامت عام 1916 من إنتاج ويليام سيليغ وإخراج كولين كامبل، يستند الفيلم على رواية الحرب الأهلية الأمريكية "الأزمة" للروائي الأمريكي وينستون تشرشل، تم تحويل الرواية إلى مسرحية وتم إنتاجها في برودواي عام 1902. توجد نسخة من هذا الفيلم محفوظة في مكتبة الكونغرس.

## طاقم التمثيل
- جورج فوسيت - القاضي سيلاس ويبل
- مات ب. سنايدر - العقيد كومين كارفيل
- بيسي إيتون - فرجينيا كارفيل
- توم سانتشي - ستيفن برايس
- يوجيني بيسيرير - السيدة برايس
- مارشال نيلان - كلارنس كولفاكس
- فرانك ويد - إليفاليت هوبر
- ويل ماشين - ليج برينت
- سام د. درين - أبراهام لينكولن
- سيسيل هولاند - الجنرال دبليو تي شيرمان
- ليو بيرسون - جاك برينسمايد
- جورج سنايدر -
- فرانك جرين -
- ألفريد إي. جرين - كارل ريختر
- توم ميكس - حركات بهلوانية (غير مذكورة في القائمة)